# Atherina lopeziana
Atherina lopeziana är en fiskart som beskrevs av Martial Rossignol och Blache, 1961. Atherina lopeziana ingår i släktet Atherina och familjen silversidefiskar. Inga underarter finns listade.